# Sängerschaft Arion-Altpreußen
Die Sängerschaft Arion-Altpreußen ist eine Studentenverbindung im Dachverband der Deutschen Sängerschaft (DS) und vereint Studenten und Alumni der Georg-August-Universität Göttingen sowie der anderen in Göttingen ansässigen Hochschulen. Sie ist farbentragend, fakultativ schlagend und weder konfessionell noch politisch gebunden. 
Die Sängerschaft Arion-Altpreußen führt die Traditionen der Leipziger Sängerschaft Arion und der Königsberger Sängerschaft Altpreußen in Göttingen fort. Die Mitglieder werden „Göttinger Arionen“ genannt.

## Geschichte der Leipziger Sängerschaft Arion

Deckblatt: Festmarsch zum 25. Stiftungsfest des Akademischen Gesangverein Arion zu Leipzig von Arno Anger.

### Gründung als Pennaler Gesangverein
Im Jahr 1849 bildete sich an der Leipziger Thomasschule ein Gesangverein, der zunächst ausschließlich aus Thomasschülern bestand. § 1 der ersten Satzung legte den Hauptzweck des Vereins fest: „Die Gesellschaft soll zur Erweckung der Gemütlichkeit und Geselligkeit sich vorzüglich mit Gesang beschäftigen.“ Hieraus mag der Wunsch nach Zusammenhalt und gegenseitiger Unterstützung sprechen, der aus der Unsicherheit der Revolutionstage von 1848/49 resultierte.  Der erste Direktor war Richard Müller. Er war es auch, auf dessen Initiative die Gründung und Namensgebung hin zu „Arion“ beruhte. Die erste gemeinsame Probe am 12. Mai wird als Gründungsdatum angesehen. Unterstützung erfuhr der Verein früh durch Carl Friedrich Zöllner (Ehrenmitglied seit 12. Mai 1852), damals Gesangslehrer an der Thomasschule.  In das erste Vereinsjahr fiel auch die Wahl der rot-grün-goldenen Vereinsfarben. 

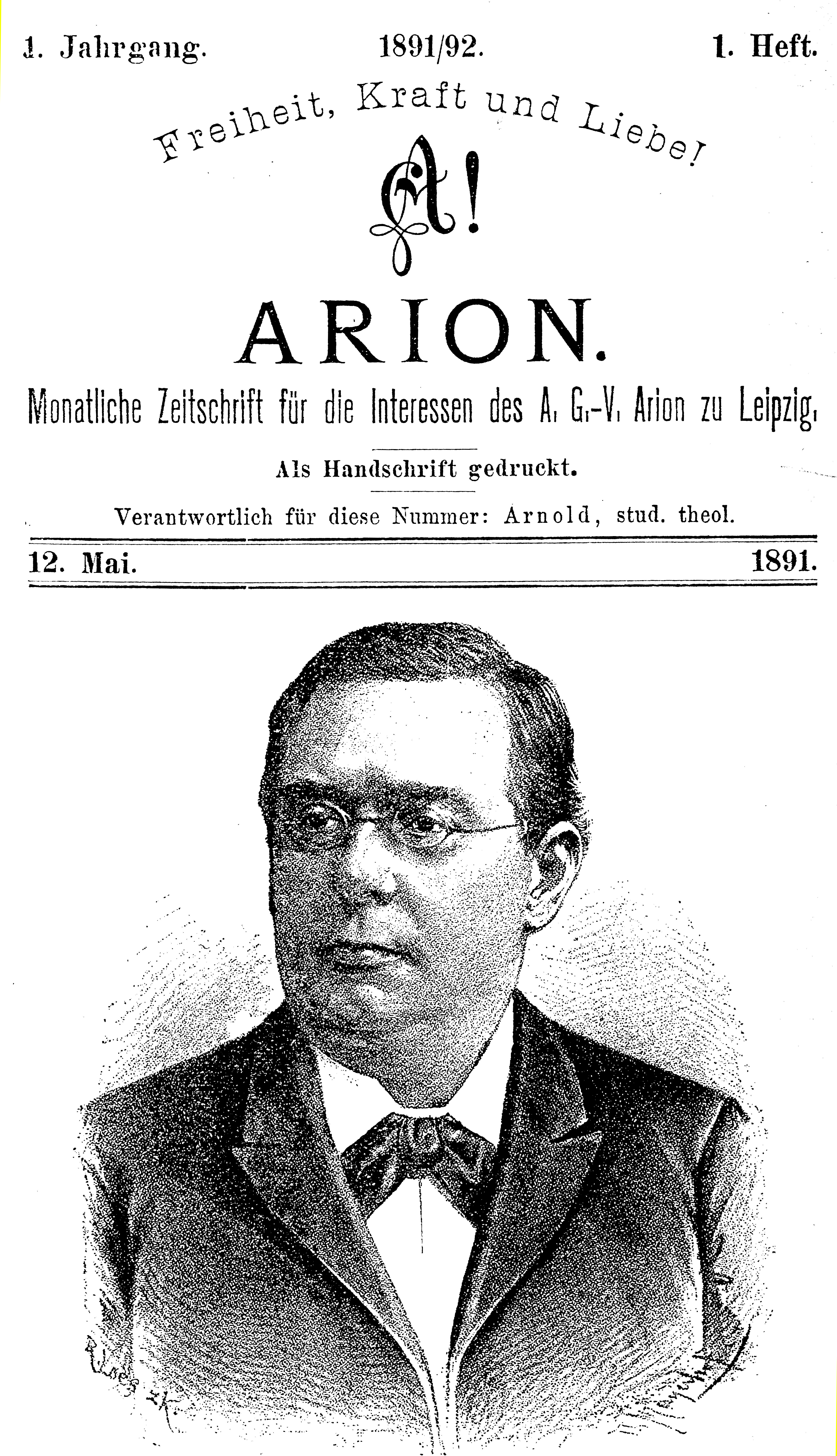
Erste Ausgabe der Arionenzeitung aus dem Jahre 1891 mit einer Abbildung Richard Müllers.

### Spaltung in Schüler- und Studentenarion
Im Wintersemester 1852/53 spaltete sich der Verein in eine Schüler- und eine Studentenabteilung auf. Dies wurde durch den Wechsel der ersten Mitglieder an die Leipziger Universität nötig. Den Schülern war der Besuch der Restaurationen der Studenten untersagt. Den Studenten waren weitere Proben im Musiksaal der Thomasschule verboten worden, da sie trotz Verbots in den Räumlichkeiten der Schule geraucht hatten.  Die studentische Abteilung nannte sich zunächst „Studentengesangverein Arion“, wurde jedoch bald in „Akademischer Gesangverein Arion“ umbenannt. Die eigene Satzung erlaubte es auch, Nichtthomaner aufzunehmen, wovon erstmals im Sommersemester 1853 Gebrauch gemacht wurde. Ebenfalls im Jahr 1853 wurden erstmals die Sonnabendsmotetten der Thomaner übernommen.  Während der Sommerferien übernahm der Arion dann regelmäßig als Vertretung die Sonnabendmotetten in der Thomaskirche.

Erker mit Blick in den Kneipsaal im Haus der Sängerschaft Arion zu Leipzig um 1911.

### Entwicklung in Richtung studentische Korporation
Die Entwicklung hin zu einer studentischen Korporation erfolgte langsam aber kontinuierlich. Hierzu seien einige Schritte erwähnt: Die Einführung von Kneipabenden 1853, Anschaffung von Paradeschlägern (Fechtwaffen für repräsentative Zwecke) 1855/56, erstmalige Erwähnung des Wahlspruchs „Freiheit, Kraft und Liebe!“ 1862, Weihe der eigenen Fahne 1863, Einführung der roten Samtmütze als Korporationsabzeichen 1871, Ersetzen der Lyra im Wappen durch einen Helm 1888 und Einführung verpflichtender Fechtkurse und des Postens des Fechtwartes 1892/93. Der Erwerb eigener, sogenannter „schwerer Waffen“ im Wintersemester 1892/93 ermöglichte die Bereinigung von Ehrenhändeln ohne auf den sogenannten „Waffenschutz“ anderer Bünde angewiesen zu sein. Weitere Schritte waren das Anlegen des dreifarbigen Bandes (rot-grün-gold) und der Trikolore (dreifarbige Mütze) 1898/99, die Verankerung des Prinzips der unbedingten Satisfaktion in der Satzung 1901, die Einführung von Fuxenband und Fuxenmütze (rot-grün) 1904 und schließlich die Umbenennung in „Sängerschaft Arion“ im Jahr 1907.

### Das eigene Haus

Das Haus der Sängerschaft Arion in Leipzig um 1911.

Couleurkarte zur Einweihung des eigenen Hauses der Sängerschaft Arion zu Leipzig.

Die andauernden Probleme mit den gemieteten Verkehrslokalen (seinerzeit zumeist ein Kneipzimmer in dem Lokal „Thalia“) und der Wunsch nach einem Ort, wo sowohl Proben, Kneipen als auch die zahlreichen Aufführungen abgehalten werden konnten, führten in der Summe zu einer erstarkenden Bestrebung nach einem eigenen Korporationshaus. Die ersten konkreten Bemühungen in der Zeit der Jahrhundertwende führten schließlich zu einem Haus in der Elsterstraße 35. Am 22. Februar 1911 erwarb der eigens gegründete „Verein Arionenhaus“ diese Immobilie für 140.000 Mark. Das Haus wurde für 50.000 Mark umgebaut und für weitere 15.000 Mark ausgestattet: Ein Saalanbau von „228 qm ... mit 392 Sitzplätzen“, „dem Sängersaal der Wartburg nachgebildet“, wurde errichtet und verfügte über eine eigene Bühne. Aufwändige Glasmalerei und ein kunstvoll geschnitzter Erker im Saal sorgten für die nötige Atmosphäre. Unter dem Saal wurde eine Stube mit Kegelbahn eingerichtet. Im Haus befand sich ein großes Kneip-, Renaissance- und Billardzimmer, im ersten Stock das Ehrenrats- und Altherrenzimmer, Räume für den „Erstchargierten“, darüber die „Ökonomenwohnung“ des Faxen und „sechs luftige Studentenbuden“. Am 14. und 15. Oktober 1911 wurde das Haus feierlich eingeweiht und den Aktiven übergeben.

### Der Erste Weltkrieg
Ein Stillstand in der Entwicklung trat mit dem Ersten Weltkrieg ein. Die Zeit des Ersten Weltkrieges wird jedoch durch Hohlfeld ebenso als eine Zeit beschrieben, in der der Zusammenhalt zwischen den Mitgliedern stark zunahm.  Die Anzahl der eingezogenen Arionen war beträchtlich. Die Zahlen vom 18. Dezember 1915 besagen: Von 1130 Arionen waren 498 zum Heeresdienst eingezogen worden (von 245 Aktiven 226), davon 392 beim Feldheer (die sogenannten „Feldarionen“).  Die Feldarionen führten, trotz zeitweiligen Verbots, ein rot-grün-goldenes Felderkennungszeichen am linken unteren Rockärmel. An der Front wurden eigene Gesangsabende veranstaltet, was zwecks Hebung der Moral von den Offizieren geduldet wurde. Das Haus bildete in dieser Zeit einen Treffpunkt der Daheimgebliebenen, Heimkehrer und Arionen auf Fronturlaub. Der Kontakt nach Leipzig wurde rege aufrechterhalten. Bis Ende des Krieges sind durch Hohlfeld über 10.000 Feldbriefe archiviert worden.  Auch die Unterstützung der Arionen im Felde war beachtlich. So bildete das Haus den Ausgangspunkt für Hilfspakete für die Feldarionen. Bereits in den ersten 14 Monaten wurde der Versand von 2600 Paketen organisiert.  Insgesamt fielen dem Ersten Weltkrieg 123 Arionen zum Opfer. Ihnen wurde 1920 durch Hohlfeld ein Gedenkbuch „Ecce Arionis“ und neben einer üblichen Votivtafel ein eigenes Denkmal in Form einer Skulptur im Arionenhaus gewidmet. Der dafür gewonnene Künstler war der Leipziger Professor Felix Pfeifer.

### Nach dem Ersten Weltkrieg
Die Zeit zwischen den Weltkriegen war durch finanzielle Schwierigkeiten, dem Trauma des Ersten Weltkrieges und der Frage nach der Ausrichtung der Korporation gekennzeichnet. Zwar erholten sich die Zahlen der aktiven Mitglieder nach dem Krieg wieder rasch, dennoch konnte an die Zeit vor dem Ersten Weltkrieg nicht angeknüpft werden. Die Zahl von 64 Füxen im Wintersemester 1918/19 täuscht darüber hinweg, dass diese aus einem ganzen Jahrzehnt stammten und zudem von den Eindrücken des Krieges gezeichnet waren. An die Stelle des fröhlichen Studententums trat der Wille nach möglichst schnellem beruflichen Einstieg und Sicherung der eigenen Existenz. 
Eine Neuheit waren außerdem Auftritte vor nicht akademischem Publikum. So fand 1922 ein Konzert „in der Krauseschen Maschinenfabrik vor der Angestellten- und Arbeiterschaft“ statt. Mitte der zwanziger Jahre setzte in der Aktivitas die Rezeption der Singbewegung ein. Die Gesangsstunden im Arionenhaus wurden der breiten Öffentlichkeit zugänglich gemacht. Gravierend war die Tatsache, dass die Singbewegung fast alles verneinte, was im Kaiserreich noch selbstverständlich zum korporativen Leben gehörte: Gemeinschaftliches Trinken und Tanzen, das Singen bei Kommersen und auf Konzerten.  Über die Gesangsstunden heißt es: „Denn wir sangen uns hier selbst zur Freude und nicht getrieben von irgendeiner Konzerttradition oder irgendeinem uns innerlich fremden Konzert-Ehrgeiz.“

Wappen der Sängerschaft Arion zu Leipzig.

### Das Ende des Leipziger Arion
Eine grundlegende Änderung in der arionischen Tradition trat jedoch sehr bald unter dem Regime der Nationalsozialisten ein. Das Bestreben der NSDAP und ihrer Gliederungen, insbesondere der SS, SA und HJ, eine gleichzeitige Zugehörigkeit zu diesen Gliederungen und einer Korporation alten Stils unmöglich zu machen, trat durch verschiedene Erlasse ihrer Führer immer deutlicher hervor. Bereits auf dem außerordentlichen Bundesführertag in Leipzig am 20. Oktober 1935 wurde die Auflösung der DS beschlossen, um die einzelnen Sängerschaften als Kameradschaften der Eingliederung in den Nationalsozialistischen Deutschen Studentenbund (NSDStB) näher zu führen. Damit war die Entschließung über die Zukunft des Arion in die eigenen Hände gelegt. Auf der Generalversammlung der Alten Herren vom 15. Dezember 1935 wurde beschlossen, dass eine Kameradschaft des NSDStB auf dem Arionenhause die tragenden Ideen des Arion weiterpflegen sollte. In der so genannten „Arionenzeitung“ heißt es im Januar 1936: „Die alte Form der Korporation, die in jahrzehntelangen Mühen der Arionen entstandene Form der Sängerschaft, ist aufgegeben. […] Der Nationalsozialismus hat noch nie eine Organisation, die durch die Entwicklung oder seinen Machtanspruch verschwand, wieder auferstehen lassen, und wird es auch nie tun.“ Am 15. Mai 1938 fand die offizielle Übernahme des Arionenhauses für die Kameradschaft durch den NSDStB statt. Am 11. November 1938 wurde dieser Kameradschaft der Name „Volker von Alzey“ gegeben. Wie viele Arionen diese Schritte mit Überzeugung gingen und wer skeptisch blieb oder sich wehrte ist heute nicht mehr belegbar. Das Haus wurde nach dem Zweiten Weltkrieg von der sowjetischen Militäradministration beschlagnahmt und später nicht zurückerstattet. Der Verbleib des Archivs ist ungewiss. Einen, wenn auch nicht repräsentativen, Einblick gibt jedoch die „Arionenzeitung“. Dort heißt es im Februar 1938: „Der Arion, unser Arion ist tot, und es gibt keinen neuen, keinen Nachfolger.“

## Bedeutung des Arion in Leipzig und Umgebung
Die Bedeutung des Arion beruht auf mehreren Gegebenheiten: Dem hohen Anteil an der Studentenschaft der Leipziger Universität durch die hohe Mitgliederzahl, dem Umfang und der Qualität der Auftritte bzw. des musikalischen Repertoires, sowie den Fahrten, den so genannten „Spritzen“ ins Leipziger Umland und auch weiter ins Land Sachsen mit entsprechenden Auftritten vor Ort.

### Mitgliederzahlen
Die Mitgliederzahl des Arion wuchs nach der Gründung in kurzer Zeit stark an. „1856 waren es 40, 1872 bereits 57 Sänger.“ In den Jahren 1872 und 1890 sollen jeweils 70 bis 200 Mitglieder aktiv gewesen sein. Zum 50. Stiftungsfest 1899 zählte der Arion bereits 165 aktive Mitglieder und 700 sogenannte „Alte Herren“. Die Leipziger Universitäts-Sängerschaft zu St. Pauli zählte im Sommersemester 1898 210 aktive Mitglieder und 5 Jahre später 251. Aus der Literatur ist der Anteil des Arion an der gesamten Leipziger Studentenschaft nur in Verbindung mit dem „Paulus“ vermerkt. „Sie vereinten um 1860 rund 150 Studenten auf sich, etwa 17 % der gesamten Studentenschaft.“ Der Anteil sank im ersten Jahrzehnt des 20. Jahrhunderts auf 10 %. Die höchste Zahl an neuen Mitgliedern wurde im Jahr 1902 mit 57 Füxen erzielt, davon alleine 37 im Sommersemester. 
Die letzten Zahlen über die Gesamtstärke des Arion stammen aus dem November 1914. Zu dieser Zeit wurden 1133 Mitglieder gezählt, Ehrenmitglieder und Konkneipanten bereits ausgenommen. Die Aktivitas bestand dabei aus 82 Aktiven, 128 Inaktiven und 41 exmatrikulierten Inaktiven.

### Veranstaltungen des Arion
Das Vereins- bzw. Korporationsleben des Arion erfasste weite Lebensbereiche seiner Mitglieder. Nicht nur Proben, Kneipen und Konzerte, sondern auch gemeinsame Ausflüge, große Feste, repräsentative Aufgaben in Leipzig, seit 1911 sogar das Leben im eigenen Haus waren Fixpunkte im Leben der studentischen Sänger. 1864 bestanden bereits an Veranstaltungen: Die wöchentliche Gesangstunde (seit 1849), die Spritzen (seit 1849), das Stiftungsfest (seit 1850), die Bummel (seit 1850), die Kneipe (seit 1856), das Winterkonzert (seit 1857), der Semesterantrittskommers (seit 1864) und das Weihnachtsstück (seit 1869).
Die weithin bekanntesten Veranstaltungen bildeten die Weihnachtsstücke. Das Prinzip dieser von Arionen erfundenen und mit Gesangsnummern versehenen Stücke war, dass „geschichtliche Begebenheiten zum Rahmen genommen wurden, innerhalb dessen man lokale und politische Ereignisse unter Anwendung der absichtlich krassesten Anachronismen jugendlich tollem Witze und beißender aber meist treffenden Satire unterwarf.“ Die Weihnachtsstücke wurden einer breiten Öffentlichkeit zugänglich gemacht und waren weit über Leipzigs Grenzen bekannt. Die Kritiken der lokalen Zeitungen lobten die Auftritte regelmäßig in den höchsten Tönen.

Verleihung der Zelter-Plakette durch Bundespräsident Heinrich Lübke.

## Neugründung in Göttingen
Die Georg-August-Universität hatte die Patenschaft für die Leipziger Hochschule übernommen, und so lag es nahe, dass der Arion in Göttingen neu aufmachte, nunmehr als „Arion Leipzig zu Göttingen“. 1951 sammelten sich erstmals im Gasthaus „Drei Lilien“ junge und alte Akademiker, die unter großen Schwierigkeiten diesen Schritt wagten. Kurze Zeit darauf konnte ein Domizil im zweiten Stockwerk der Weender Straße 37 bezogen werden. Von hier aus war es nicht weit bis zum Auditorium maximum und zum „Ratskeller“, in dem zweimal wöchentlich der traditionelle „Bullerjahn“ stattfand. Der Kontakt zu anderen Korporationen ergab sich hier sehr leicht. Drei Jahre nach der Wiedergründung entschloss sich der Convent, die Besprechungsmensur fakultativ einzuführen. 1960 erfolgte die Auszeichnung des Arion mit der Zelter-Plakette durch Bundespräsident Heinrich Lübke.

## Geschichte der Königsberger Sängerschaft Altpreußen

Wappen der Sängerschaft Altpreußen zu Königsberg.

Seit der Gründung des Verbandes farbentragender Sängerschaften lenkten sich die Blicke der DS immer wieder nach Ostpreußen, um in Königsberg Fuß zu fassen. 1920 gelang es dem Arionen Gerlach durch einen Aufruf, etwa 180 Aktive, Inaktive und Alte Herren der DS für die in Königsberg zu gründende Sängerschaft zu gewinnen. Sie wählten die Farben des alten Reiches, um das Einigende in ihrem Bund besonders zu betonen. Eine weitere Erklärung der Farbenwahl basiert auf heraldischer Grundlage. Es sind nämlich ursprünglich die Farben des Norddeutschen Bundes, zusammengesetzt aus Schwarz und Weiß als Farben Preußens und dem Rot der Hansestädte. Es wurde der Name Altpreußen gewählt und in das Wappen der Sängerschaft als Hauptteil das Ordensschild und Ordenskreuz des Deutschritterordens aufgenommen. Nach allen vorbereitenden Arbeiten wurde der Gründungstag am 11. Januar 1921 auf dem Arionenhaus festlich begangen. Im Sommersemester 1921 gingen die ersten Aktiven nach Königsberg. Die Wirtschaftskrise und der Höhepunkt der Inflation zu Beginn des Wintersemesters 1923 wirkten sich stark auf den Aktivenbetrieb aus, da die auswärtige Unterstützung größtenteils wegbrach. Die zum Studium nach Königsberg kommenden Arionen mussten es wieder verlassen, und nur ein Bursche und ein Fux blieben zurück. Erst im Sommersemester 1924 konnte der Betrieb mit 10 Aktiven wieder aufgenommen werden. Seitdem entwickelte sich das Aktivenleben stetig fort, so dass die für Königsberger Verhältnisse angemessene Zahl von durchschnittlich 15 ortsanwesenden Aktiven und Inaktiven gehalten wurde. Im Jahr 1925 wurde ein eigener Dirigent angeworben. Das Ende der Sängerschaft Altpreußen kam mit dem Nationalsozialismus. Am 24. Juni 1936 wurden die korporationseigenen Räumlichkeiten über Nacht durch NS-Gewalt beschlagnahmt, die Räumung erfolgte quasi über Nacht. Es fand keine Überführung in eine NS-Kameradschaft statt.

## Zusammenschluss von Arion und Altpreußen
Der Zusammenschluss der Altherrenverbände der Sängerschaften Arion und Altpreußen erfolgte im Jahr 1962. Der Arion hatte zu dieser Zeit bereits wieder Fuß gefasst und einen Aktivenbetrieb aufgebaut. Der Name des Fusionsbundes wurde auf „Sängerschaft Arion-Altpreußen“ festgelegt. Der Kauf eines eigenen Hauses erfolgte im Jahr 1963.

## Namensgebung
Die klassisch, humanistisch ausgebildeten Thomaner benannten ihren Gesangverein nach einer Gestalt der griechischen Mythologie: Arion von Lesbos. Sie folgten damit dem üblichen Verfahren anderer Leipziger Männerchöre, wie „Merkur“, „Asträa“ und „Apollo“.

## Wahlspruch und Wappen
Der Wahlspruch des Arion lautet seit dem Sommersemester 1862 „Freiheit, Kraft und Liebe!“ und stammt von Theodor Körner.
Das Wappen zeigt neben den Farben der Verbindung zwei sich reichende Hände, eine Lyra, das Bundeszeichen, sowie ein Herzschild mit dem Zirkel des Arion. Die sich reichenden Hände stehen für die Verbundenheit und Gemeinschaft. Die geflügelte Lyra symbolisiert den Bezug zum musischen Prinzip. Das Bundeszeichen wird anhand eines Lorbeerkranzes, zwei gekreuzten Glockenschlägern sowie dem eingeschriebenen Gründungsdatum dargestellt. Um das Wappen herum steht der Wahlspruch des Arion. Außerdem sind die Farben des Arion und der Altpreußen anhand der Fahnen abgebildet. Anstelle des Helmes war ursprünglich eine Lyra zu sehen. Diese wurde 1888 im Zuge der Bestrebung zur Annahme korporativer Züge ersetzt.

## Zitate
- 1899: „Das gesellige Leben und das innige Zusammenhalten waren aus der Thomasschule geschwunden. Um das freundschaftliche Verhältnis der Angehörigen des Alumneums unter einander zu fördern und die Geselligkeit wieder zu heben, beschlossen die drei Primaner Richard Müller, Richard Feine und Lothar Hahmann einen Verein zu gründen, der nach dem Gesang zum Hauptzweck haben sollte, die Freundschaft wenigstens in diesem kleinen Kreise wieder zu Ehren zu bringen.“[36]

- 1912: „Nicht nur dass den Kneipereien die veredelnde Zugabe des Quartettgesanges das Eignum eines öden und wüsten Trinkgelages nimmt, wie dem Unbefangenen nur allzu leicht die Kneipen anderer Korporationsstudenten erscheinen müssen; der idealisierende Einfluss des Gesanges, der den Arionen auf Schritt und Tritt Begleiter im Korporationsleben ist, indem er sie ständig zu den wöchentlichen Proben zusammenführt und vor allem dann ihre Kräfte wochen- und monatelang zu den größeren Festen, dem Winterkonzert, dem Weihnachtsstück, dem Sommerkonzert, in Anspruch nimmt, übt seine schöne, Geist und Gemüt bildende Wirkung auf jeden einzelnen aus und, indem ihr gemeinsames Interesse an guten musikalischen Leistungen hierbei angestachelt wird, vereinigt das gemeinsame Ziel im Dienste der Korporation die Herzen und Geister ihr zu Liebe schlingt das feste Band um sie alle zur Einheit.“[37]

- 1912: „Und mag in seinem äußeren Auftreten der Verbindungsstudent aus anderen Verbänden vielleicht noch mehr zu imponieren vermögen, echtes, frisch pulsierendes, frohes Studententum und eine Erziehung zu anständiger, vornehmer Gesinnung kann der junge Student nirgends besser finden als im Arion.“[38]

- 1924: „Der junge Student sucht und findet im Arion das richtige Gegengewicht gegen die nüchterne Wissenschaft und könnte man etwas Heiligeres finden als die Pflege der Kunst und frohe gesellige Stunden mit gleichgesinnten Freunden?“[39]

- 1924: „Und für den Studenten ist sein Heim die Korporation.“[40]

- 1947: „Der Arion ließ mich als werdenden Mensch fühlen, was ethisch und praktisch später dem gereiften Mann die Arbeit für eine Gemeinschaft bedeutete.“[41]

## Bekannte Mitglieder
- Paul Arras (1857–1942), Lehrer, Archivar und Heimatforscher
- Martin Buchwald (1884–), Reichsgerichtsrat
- Arthur Bunde, Landrat, Oberbürgermeister von Aschersleben
- Hanns Fleischer (1890–1969), Tenor
- Wilhelm Furtwängler (1886–1954), Dirigent und Komponist (Ehrenmitglied)
- Caspar René Gregory (1846–1917), Theologe
- Edvard Grieg (1843–1907), norwegischer Komponist (Ehrenmitglied)
- Walther Grützner (1881–1951), Verwaltungsjurist
- Johannes Hohlfeld (1888–1950), Historiker
- Fritz Kaiser (1877–1956), Jurist und Politiker (DVP), MdL Sachsen, Staatsminister
- Paul Klengel (1854–1935), Dirigent und Komponist (Ehrenmitglied)
- Walther Kühn (1892–1962), Mitbegründer der FDP
- Wilhelm Külz (1875–1948), Reichsinnenminister und Gründer der LDPD
- Carl Reinecke (1824–1910), Gewandhauskapellmeister (Ehrenmitglied)
- Franz Schob (1877–1942), Nervenarzt und Psychiater sowie Hochschullehrer an der TH Dresden
- Hermann Tögel (1869–1939), Religionspädagoge
- Walther Weigelt (1877–1965), Bergrechtler und Hochschullehrer an der Bergakademie Freiberg
- Karl Theodor Wilisch (1847–1935), Politiker, Ehrenbürger von Annaberg, Mitglied der I. Kammer des Sächsischen Landtags